# Ketura
Ketura (קְטוּרָה ”wierook”) is in de Hebreeuwse Bijbel een vrouw van de aartsvader Abraham. Het boek Genesis meldt, na een verhaal over de begrafenis van Abrahams eerdere vrouw Sara, dat hij Ketura huwde en zij zes zonen van hem kreeg: Zimran, Joksan, Medan, Midjan, Jisbak, en Suach (Genesis 25:1-6). In 1 Kronieken 1:32 wordt Ketura Abrahams "bijvrouw" genoemd; in Genesis 25 is sprake van de "zonen der bijvrouwen" die met geschenken worden weggestuurd; Isaak blijft de enige erfgenaam.

Kibboets Ketura

Ketura en haar zonen worden kennelijk op één lijn gezet met Hagar en haar zoon Ismaël. Het is onwaarschijnlijk dat Abraham Ketura pas na de dood van Sara tot vrouw of bijvrouw nam en daarna zes zonen bij haar kreeg. Waarschijnlijk waren de twee al gehuwd toen Sara nog leefde en wordt daarom elders het woord "bijvrouw" gebruikt. Zo’n opbouw van de vertelling is in de Hebreeuwse vertelkunst niet ongebruikelijk.
De zes zonen van Ketura zijn de stamvaders van zes volkeren in oostelijk Kanaän. Abraham stierf volgens de Hebreeuwse Bijbel op 175-jarige leeftijd.
Ketura is ook de naam van een van de kibboetsim van de Regionale raad van Hevel Eilot.